# Saint-Germain-d'Anxure
Saint-Germain-d'Anxure là một xã của tỉnh Mayenne, thuộc vùng Pays de la Loire, tây bắc nước Pháp.